# Россия на «Детском Евровидении — 2020»
Россия участвовала на Детском Евровидении 2020 16-й раз. Тогда представила Софья Феськова с песней «Мой новый день». В итоге заняла 10 место набрав 88 баллов.

## Прошлые участия
Россия до Евровидения-2020 выступала 15 раз с 2005 и с момента дебюта, ни разу не пропустила конкурс. До 2020 она выиграла 2 раза. Первую победу принесли Сёстры Толмачёвы с песней «Весенний джаз» в 2006 году. Позже Сестры Толмачёвы также отправятся представить Россию на Евровидение 2014 и займут 7 место. И в 2017 году с песней «Крылья» принесла победу Полина Богусевич. Худшим результатом является 13 место в 2019 году.

## Исполнитель
Софья Феськова родилась 5 сентября 2009 года в Санкт-Петербурге.
В 2017 году в возрасте 7 лет участвовала в четвёртом сезоне шоу «Голос. Дети». На этапе слепых прослушиваний исполнила песню «Tell Me Why» Деклана Гэлбрейта, но не прошла в следующий этап.
Дважды принимала участие в праздничном концерте ко Дню защиты детей «Взрослые и дети» в ГЦКЗ «Россия»: в 2017 году исполнила вместе с Владимиром Кристовским и Алисой Хилько песню «А знаешь, всё ещё будет», а в 2018 году — с Александром Маршалом и Полиной Етчик песню «Как прекрасен этот мир». В 2019 году участвовала в гала-концерте «От сердца к музыке» в БКЗ «Октябрьский», где спела вместе с Зарой песню «Амели». В том же году на фестивале «Созвездие детских талантов» вместе с Дианой Гурцкаей исполнила песню «Мечта».

## Голосование
| Баллы                  | Россия отдала          | Россия получила                   |
| ---------------------- | ---------------------- | --------------------------------- |
| Онлайн-телеголосование | Онлайн-телеголосование | 44                                |
| 12 баллов              | Казахстан              | —                                 |
| 10 баллов              | Украина                | Франция                           |
| 8 баллов               | Франция                | Беларусь                          |
| 7 баллов               | Грузия                 | —                                 |
| 6 баллов               | Беларусь               | Германия                          |
| 5 баллов               | Испания                | —                                 |
| 4 балла                | Польша                 | Казахстан Польша                  |
| 3 балла                | Сербия                 | Украина Испания Мальта Нидерланды |
| 2 балла                | Нидерланды             | —                                 |
| 1 балл                 | Мальта                 | —                                 |

## На Детском Евровидении
Конкурс комментировали Антон Зорькин и Хрюша, а баллы оглашали Микелла Абрамова и Хрюша.
Софья Феськова выступила под номером 9 после Мальты и перед Испанией. Из-за пандемии COVID-19, конкурс прошёл впервые в онлайн формате. Вместо живого были заранее записаны выступления. По итогу голосовании национального жюри и телеголосования заняла 10 место из 12 участвующих, набрав 88 баллов.

## Скандал после российского национального отбора[1]
После того, как 26 сентября представительницей России объявили Софию Феськову, на академию Игоря Крутого, а также на родителей Софии обрушились шквал негодования и обвинения в накрутке зрительских голосов и подкупе жюри. Мать одного из участников отбора Рутгера Гарехта, для подавляющего большинства людей являвшегося бесспорным фаворитом, Лариса Гарехт, в интервью сказала, что зрительское голосование постоянно сбрасывалось, после того, как её сын лидировал в голосовании.

## Перед Детским Евровидением
Российская телекомпания ВГТРК, сообщил 2 апреля 2020 года, что они будут участвовать в конкурсе 2020. Приём заявок были открыты в период с 6 апреля по 25 августа, прослушивание этап проходил Москве, в сентябре 2020. ВГТРК заявил 15 сентября, что в общей сложности одиннадцать артистов будут соревноваться в национальном отборе. Финал национального отбора состоялась 25 сентября 2020 года и транслировался по телевидению на день позже, 26 сентября. Победитель был определен путем голосования 50 % членов жюри и 50 % интернет-голосования, которое открылось 16 сентября и закрылось 24 сентября. София Фескова выиграла национальный финал с песней «Мой новый день».
| №  | Исполнитель                        | Песня                    | Баллы жюри | Интернет голосование | Общий балл | Место |
| -- | ---------------------------------- | ------------------------ | ---------- | -------------------- | ---------- | ----- |
| 1  | Софья Туманова                     | «Больше света»           | 28         | 8                    | 36         | 11    |
| 2  | Сергей Филин и Вероника Литовченко | «В трендах Tik tok»      | 34         | 20                   | 54         | 7     |
| 3  | Софья Феськова                     | «Мой новый день»         | 57         | 77                   | 134        | 1     |
| 4  | Геныч                              | «Настроение панда»       | 28         | 12                   | 40         | 9     |
| 5  | Артём Морозов                      | «Лети»                   | 76         | 10                   | 86         | 4     |
| 6  | Софья Кирсенко                     | «Просто жить»            | 13         | 60                   | 73         | 5     |
| 7  | Рутгер Гарехт                      | «Дорога — судьба моя»    | 48         | 80                   | 128        | 2     |
| 8  | дуэт «ЛИТТЛZ»                      | «Первая любовь»          | 16         | 51                   | 67         | 6     |
| 9  | Софья Шкёпу                        | «Alise»                  | 47         | 63                   | 110        | 3     |
| 10 | Артём Фокин                        | «Возьми мою руку»        | 28         | 16                   | 44         | 8     |
| 11 | Арсений Слесарев                   | «Что ты наделала, baby?» | 31         | 9                    | 40         | 10    |